# Lista di asteroidi (371001-372000)
Di seguito una lista di asteroidi dal numero 371001 al 372000 con data di scoperta e scopritore.

## 371001-371100
| Nome     | Designazione provvisoria | Data di scoperta  | Scopritore        |
| -------- | ------------------------ | ----------------- | ----------------- |
| 371001 - | 2005 TZ90                | 30 agosto 2005    | Spacewatch        |
| 371002 - | 2005 TH107               | 4 ottobre 2005    | Mt. Lemmon Survey |
| 371003 - | 2005 TB109               | 7 ottobre 2005    | Spacewatch        |
| 371004 - | 2005 TL114               | 7 ottobre 2005    | Spacewatch        |
| 371005 - | 2005 TC138               | 7 ottobre 2005    | CSS               |
| 371006 - | 2005 TV154               | 29 settembre 2005 | Spacewatch        |
| 371007 - | 2005 TM160               | 9 ottobre 2005    | Spacewatch        |
| 371008 - | 2005 TY165               | 9 ottobre 2005    | Spacewatch        |
| 371009 - | 2005 TC172               | 10 ottobre 2005   | Spacewatch        |
| 371010 - | 2005 TE178               | 1º ottobre 2005   | Spacewatch        |
| 371011 - | 2005 TV195               | 1º ottobre 2005   | Spacewatch        |
| 371012 - | 2005 UT16                | 22 ottobre 2005   | Spacewatch        |
| 371013 - | 2005 UB20                | 22 ottobre 2005   | Spacewatch        |
| 371014 - | 2005 UJ22                | 23 ottobre 2005   | Spacewatch        |
| 371015 - | 2005 UJ27                | 23 ottobre 2005   | CSS               |
| 371016 - | 2005 UD38                | 24 ottobre 2005   | Spacewatch        |
| 371017 - | 2005 UK40                | 24 ottobre 2005   | Spacewatch        |
| 371018 - | 2005 UH46                | 22 ottobre 2005   | Spacewatch        |
| 371019 - | 2005 UD50                | 23 ottobre 2005   | CSS               |
| 371020 - | 2005 UP58                | 24 ottobre 2005   | Spacewatch        |
| 371021 - | 2005 UM63                | 25 ottobre 2005   | Mt. Lemmon Survey |
| 371022 - | 2005 UU63                | 25 ottobre 2005   | Mt. Lemmon Survey |
| 371023 - | 2005 UP65                | 29 settembre 2005 | CSS               |
| 371024 - | 2005 UN66                | 22 ottobre 2005   | Spacewatch        |
| 371025 - | 2005 UZ71                | 23 ottobre 2005   | CSS               |
| 371026 - | 2005 UL76                | 24 ottobre 2005   | NEAT              |
| 371027 - | 2005 UL78                | 25 ottobre 2005   | Mt. Lemmon Survey |
| 371028 - | 2005 UK90                | 22 ottobre 2005   | Spacewatch        |
| 371029 - | 2005 UP97                | 22 ottobre 2005   | Spacewatch        |
| 371030 - | 2005 UR97                | 22 ottobre 2005   | Spacewatch        |
| 371031 - | 2005 UF102               | 22 ottobre 2005   | Spacewatch        |
| 371032 - | 2005 UK103               | 22 ottobre 2005   | Spacewatch        |
| 371033 - | 2005 UM109               | 22 ottobre 2005   | Spacewatch        |
| 371034 - | 2005 UK114               | 22 ottobre 2005   | CSS               |
| 371035 - | 2005 UR149               | 26 ottobre 2005   | Spacewatch        |
| 371036 - | 2005 UZ151               | 26 ottobre 2005   | Spacewatch        |
| 371037 - | 2005 UM152               | 26 ottobre 2005   | Spacewatch        |
| 371038 - | 2005 UC153               | 26 ottobre 2005   | Spacewatch        |
| 371039 - | 2005 US153               | 26 ottobre 2005   | Spacewatch        |
| 371040 - | 2005 UJ161               | 22 ottobre 2005   | NEAT              |
| 371041 - | 2005 UL161               | 23 ottobre 2005   | Spacewatch        |
| 371042 - | 2005 UM162               | 27 ottobre 2005   | LONEOS            |
| 371043 - | 2005 UC163               | 23 ottobre 2005   | Spacewatch        |
| 371044 - | 2005 UJ163               | 23 ottobre 2005   | Spacewatch        |
| 371045 - | 2005 UE167               | 24 ottobre 2005   | Spacewatch        |
| 371046 - | 2005 UZ173               | 24 ottobre 2005   | Spacewatch        |
| 371047 - | 2005 UT174               | 24 ottobre 2005   | Spacewatch        |
| 371048 - | 2005 UD182               | 24 ottobre 2005   | Spacewatch        |
| 371049 - | 2005 UT186               | 26 ottobre 2005   | Spacewatch        |
| 371050 - | 2005 UX199               | 25 ottobre 2005   | Spacewatch        |
| 371051 - | 2005 UG202               | 25 ottobre 2005   | Spacewatch        |
| 371052 - | 2005 UK214               | 25 ottobre 2005   | CSS               |
| 371053 - | 2005 UX217               | 22 ottobre 2005   | Spacewatch        |
| 371054 - | 2005 US222               | 25 ottobre 2005   | Spacewatch        |
| 371055 - | 2005 UX225               | 25 ottobre 2005   | Spacewatch        |
| 371056 - | 2005 UE229               | 25 ottobre 2005   | Spacewatch        |
| 371057 - | 2005 UL234               | 25 ottobre 2005   | Spacewatch        |
| 371058 - | 2005 UE235               | 25 ottobre 2005   | Spacewatch        |
| 371059 - | 2005 UY238               | 25 ottobre 2005   | Spacewatch        |
| 371060 - | 2005 UA249               | 28 ottobre 2005   | Mt. Lemmon Survey |
| 371061 - | 2005 UJ249               | 28 ottobre 2005   | Mt. Lemmon Survey |
| 371062 - | 2005 UU251               | 24 ottobre 2005   | Spacewatch        |
| 371063 - | 2005 UB253               | 26 ottobre 2005   | NEAT              |
| 371064 - | 2005 UH259               | 25 ottobre 2005   | Spacewatch        |
| 371065 - | 2005 UX260               | 25 ottobre 2005   | Mt. Lemmon Survey |
| 371066 - | 2005 UG261               | 25 ottobre 2005   | Mt. Lemmon Survey |
| 371067 - | 2005 UD276               | 24 ottobre 2005   | Spacewatch        |
| 371068 - | 2005 US277               | 24 ottobre 2005   | Spacewatch        |
| 371069 - | 2005 UT280               | 24 ottobre 2005   | Spacewatch        |
| 371070 - | 2005 UR281               | 25 ottobre 2005   | Mt. Lemmon Survey |
| 371071 - | 2005 UU290               | 26 ottobre 2005   | Spacewatch        |
| 371072 - | 2005 UQ292               | 26 ottobre 2005   | Spacewatch        |
| 371073 - | 2005 UF307               | 27 ottobre 2005   | Mt. Lemmon Survey |
| 371074 - | 2005 US307               | 27 ottobre 2005   | Mt. Lemmon Survey |
| 371075 - | 2005 UD327               | 29 ottobre 2005   | Spacewatch        |
| 371076 - | 2005 UE327               | 29 ottobre 2005   | Spacewatch        |
| 371077 - | 2005 UW333               | 29 ottobre 2005   | Mt. Lemmon Survey |
| 371078 - | 2005 US349               | 27 ottobre 2005   | Mt. Lemmon Survey |
| 371079 - | 2005 UO352               | 29 ottobre 2005   | CSS               |
| 371080 - | 2005 UJ368               | 27 ottobre 2005   | Spacewatch        |
| 371081 - | 2005 UV369               | 27 ottobre 2005   | Spacewatch        |
| 371082 - | 2005 UY383               | 27 ottobre 2005   | CSS               |
| 371083 - | 2005 UA388               | 26 ottobre 2005   | Spacewatch        |
| 371084 - | 2005 UA391               | 29 ottobre 2005   | Mt. Lemmon Survey |
| 371085 - | 2005 UA397               | 27 ottobre 2005   | CSS               |
| 371086 - | 2005 UA400               | 26 ottobre 2005   | Spacewatch        |
| 371087 - | 2005 UA421               | 26 ottobre 2005   | Spacewatch        |
| 371088 - | 2005 UT437               | 22 ottobre 2005   | Spacewatch        |
| 371089 - | 2005 UJ443               | 30 ottobre 2005   | LINEAR            |
| 371090 - | 2005 UB444               | 30 ottobre 2005   | LINEAR            |
| 371091 - | 2005 UN449               | 30 ottobre 2005   | LINEAR            |
| 371092 - | 2005 UA459               | 30 ottobre 2005   | NEAT              |
| 371093 - | 2005 UZ461               | 30 ottobre 2005   | Spacewatch        |
| 371094 - | 2005 UD463               | 30 ottobre 2005   | Spacewatch        |
| 371095 - | 2005 UT468               | 30 ottobre 2005   | Spacewatch        |
| 371096 - | 2005 UR475               | 22 ottobre 2005   | Spacewatch        |
| 371097 - | 2005 UU509               | 22 ottobre 2005   | Spacewatch        |
| 371098 - | 2005 UR510               | 25 ottobre 2005   | Mt. Lemmon Survey |
| 371099 - | 2005 UO512               | 30 ottobre 2005   | Mt. Lemmon Survey |
| 371100 - | 2005 UC520               | 26 ottobre 2005   | Becker, A. C.     |

## 371101-371200
| Nome     | Designazione provvisoria | Data di scoperta | Scopritore        |
| -------- | ------------------------ | ---------------- | ----------------- |
| 371101 - | 2005 VW6                 | 6 novembre 2005  | Mt. Lemmon Survey |
| 371102 - | 2005 VH7                 | 13 novembre 2005 | Stevens, B. L.    |
| 371103 - | 2005 VR15                | 1º novembre 2005 | CSS               |
| 371104 - | 2005 VK26                | 3 ottobre 2005   | Spacewatch        |
| 371105 - | 2005 VF44                | 3 novembre 2005  | Mt. Lemmon Survey |
| 371106 - | 2005 VD51                | 3 novembre 2005  | CSS               |
| 371107 - | 2005 VY60                | 5 novembre 2005  | Spacewatch        |
| 371108 - | 2005 VH61                | 5 novembre 2005  | CSS               |
| 371109 - | 2005 VZ74                | 1º novembre 2005 | Mt. Lemmon Survey |
| 371110 - | 2005 VB75                | 1º novembre 2005 | Mt. Lemmon Survey |
| 371111 - | 2005 VA88                | 6 novembre 2005  | Spacewatch        |
| 371112 - | 2005 VH88                | 25 ottobre 2005  | Spacewatch        |
| 371113 - | 2005 VR88                | 6 novembre 2005  | Spacewatch        |
| 371114 - | 2005 VE89                | 29 ottobre 2005  | Spacewatch        |
| 371115 - | 2005 VS98                | 10 novembre 2005 | CSS               |
| 371116 - | 2005 VZ99                | 1º novembre 2005 | Spacewatch        |
| 371117 - | 2005 VM107               | 5 novembre 2005  | Spacewatch        |
| 371118 - | 2005 VS111               | 6 novembre 2005  | Mt. Lemmon Survey |
| 371119 - | 2005 VD120               | 10 novembre 2005 | Mt. Lemmon Survey |
| 371120 - | 2005 VN126               | 1º novembre 2005 | Becker, A. C.     |
| 371121 - | 2005 WG19                | 24 novembre 2005 | NEAT              |
| 371122 - | 2005 WS24                | 21 novembre 2005 | Spacewatch        |
| 371123 - | 2005 WQ30                | 21 novembre 2005 | Spacewatch        |
| 371124 - | 2005 WV32                | 21 novembre 2005 | Spacewatch        |
| 371125 - | 2005 WA35                | 22 novembre 2005 | Spacewatch        |
| 371126 - | 2005 WT35                | 22 novembre 2005 | Spacewatch        |
| 371127 - | 2005 WH40                | 25 novembre 2005 | Mt. Lemmon Survey |
| 371128 - | 2005 WB54                | 25 novembre 2005 | CSS               |
| 371129 - | 2005 WX62                | 25 novembre 2005 | CSS               |
| 371130 - | 2005 WK77                | 25 novembre 2005 | Spacewatch        |
| 371131 - | 2005 WW78                | 25 novembre 2005 | Spacewatch        |
| 371132 - | 2005 WZ93                | 26 novembre 2005 | Spacewatch        |
| 371133 - | 2005 WZ97                | 26 novembre 2005 | Spacewatch        |
| 371134 - | 2005 WR104               | 28 novembre 2005 | CSS               |
| 371135 - | 2005 WJ118               | 28 novembre 2005 | CSS               |
| 371136 - | 2005 WZ121               | 30 novembre 2005 | LINEAR            |
| 371137 - | 2005 WD122               | 30 novembre 2005 | Spacewatch        |
| 371138 - | 2005 WV131               | 25 novembre 2005 | Mt. Lemmon Survey |
| 371139 - | 2005 WG134               | 25 novembre 2005 | Mt. Lemmon Survey |
| 371140 - | 2005 WR134               | 25 novembre 2005 | Mt. Lemmon Survey |
| 371141 - | 2005 WX149               | 28 novembre 2005 | Spacewatch        |
| 371142 - | 2005 WX152               | 29 novembre 2005 | Spacewatch        |
| 371143 - | 2005 WF172               | 30 novembre 2005 | Mt. Lemmon Survey |
| 371144 - | 2005 WN176               | 30 novembre 2005 | Spacewatch        |
| 371145 - | 2005 WV177               | 30 novembre 2005 | Spacewatch        |
| 371146 - | 2005 XR21                | 2 dicembre 2005  | Mt. Lemmon Survey |
| 371147 - | 2005 XA24                | 2 dicembre 2005  | Mt. Lemmon Survey |
| 371148 - | 2005 XA27                | 4 dicembre 2005  | Spacewatch        |
| 371149 - | 2005 XC35                | 4 dicembre 2005  | Spacewatch        |
| 371150 - | 2005 XP41                | 30 novembre 2005 | Spacewatch        |
| 371151 - | 2005 XA43                | 2 dicembre 2005  | Spacewatch        |
| 371152 - | 2005 XR48                | 2 dicembre 2005  | Mt. Lemmon Survey |
| 371153 - | 2005 XJ54                | 5 dicembre 2005  | Spacewatch        |
| 371154 - | 2005 XC65                | 7 dicembre 2005  | Spacewatch        |
| 371155 - | 2005 XQ73                | 6 dicembre 2005  | Spacewatch        |
| 371156 - | 2005 XU74                | 6 dicembre 2005  | Spacewatch        |
| 371157 - | 2005 XK75                | 6 dicembre 2005  | Spacewatch        |
| 371158 - | 2005 XF78                | 1º dicembre 2005 | LONEOS            |
| 371159 - | 2005 XW101               | 1º dicembre 2005 | Buie, M. W.       |
| 371160 - | 2005 XV102               | 1º dicembre 2005 | Buie, M. W.       |
| 371161 - | 2005 YU15                | 22 dicembre 2005 | Spacewatch        |
| 371162 - | 2005 YQ17                | 6 novembre 2005  | Mt. Lemmon Survey |
| 371163 - | 2005 YY20                | 24 dicembre 2005 | Spacewatch        |
| 371164 - | 2005 YS24                | 24 dicembre 2005 | Spacewatch        |
| 371165 - | 2005 YO26                | 21 dicembre 2005 | Spacewatch        |
| 371166 - | 2005 YT31                | 22 dicembre 2005 | Spacewatch        |
| 371167 - | 2005 YB33                | 22 dicembre 2005 | Spacewatch        |
| 371168 - | 2005 YP33                | 24 dicembre 2005 | Spacewatch        |
| 371169 - | 2005 YD34                | 24 dicembre 2005 | Spacewatch        |
| 371170 - | 2005 YE40                | 22 dicembre 2005 | Spacewatch        |
| 371171 - | 2005 YH42                | 24 dicembre 2005 | Spacewatch        |
| 371172 - | 2005 YL48                | 22 dicembre 2005 | Spacewatch        |
| 371173 - | 2005 YY48                | 22 dicembre 2005 | Spacewatch        |
| 371174 - | 2005 YC55                | 25 dicembre 2005 | Spacewatch        |
| 371175 - | 2005 YG80                | 24 dicembre 2005 | Spacewatch        |
| 371176 - | 2005 YR80                | 24 dicembre 2005 | Spacewatch        |
| 371177 - | 2005 YZ81                | 24 dicembre 2005 | Spacewatch        |
| 371178 - | 2005 YS82                | 24 dicembre 2005 | Spacewatch        |
| 371179 - | 2005 YG87                | 25 dicembre 2005 | Mt. Lemmon Survey |
| 371180 - | 2005 YL87                | 25 dicembre 2005 | Mt. Lemmon Survey |
| 371181 - | 2005 YQ88                | 25 dicembre 2005 | Mt. Lemmon Survey |
| 371182 - | 2005 YX90                | 26 dicembre 2005 | Mt. Lemmon Survey |
| 371183 - | 2005 YA105               | 25 dicembre 2005 | Spacewatch        |
| 371184 - | 2005 YV111               | 25 dicembre 2005 | Spacewatch        |
| 371185 - | 2005 YH113               | 25 dicembre 2005 | Mt. Lemmon Survey |
| 371186 - | 2005 YX115               | 25 dicembre 2005 | Spacewatch        |
| 371187 - | 2005 YF118               | 10 dicembre 2005 | Spacewatch        |
| 371188 - | 2005 YK118               | 25 dicembre 2005 | Spacewatch        |
| 371189 - | 2005 YV126               | 26 dicembre 2005 | Spacewatch        |
| 371190 - | 2005 YW126               | 26 dicembre 2005 | CSS               |
| 371191 - | 2005 YA127               | 27 dicembre 2005 | Mt. Lemmon Survey |
| 371192 - | 2005 YF133               | 26 dicembre 2005 | Spacewatch        |
| 371193 - | 2005 YG133               | 30 novembre 2005 | Spacewatch        |
| 371194 - | 2005 YN146               | 29 dicembre 2005 | Mt. Lemmon Survey |
| 371195 - | 2005 YW148               | 25 dicembre 2005 | Spacewatch        |
| 371196 - | 2005 YL154               | 29 dicembre 2005 | LINEAR            |
| 371197 - | 2005 YO159               | 27 dicembre 2005 | Spacewatch        |
| 371198 - | 2005 YC162               | 27 dicembre 2005 | LINEAR            |
| 371199 - | 2005 YJ176               | 22 dicembre 2005 | Spacewatch        |
| 371200 - | 2005 YQ193               | 29 novembre 2005 | Mt. Lemmon Survey |

## 371201-371300
| Nome          | Designazione provvisoria | Data di scoperta | Scopritore        |
| ------------- | ------------------------ | ---------------- | ----------------- |
| 371201 -      | 2005 YP208               | 21 dicembre 2005 | CSS               |
| 371202 -      | 2005 YS213               | 29 dicembre 2005 | LINEAR            |
| 371203 -      | 2005 YS289               | 28 dicembre 2005 | Mt. Lemmon Survey |
| 371204 -      | 2006 AN7                 | 5 gennaio 2006   | CSS               |
| 371205 -      | 2006 AT8                 | 2 gennaio 2006   | Mt. Lemmon Survey |
| 371206 -      | 2006 AO39                | 7 gennaio 2006   | Mt. Lemmon Survey |
| 371207 -      | 2006 AG41                | 7 gennaio 2006   | Spacewatch        |
| 371208 -      | 2006 AU46                | 29 dicembre 2005 | Spacewatch        |
| 371209 -      | 2006 AF52                | 5 gennaio 2006   | Spacewatch        |
| 371210 -      | 2006 AK53                | 5 gennaio 2006   | Spacewatch        |
| 371211 -      | 2006 AQ54                | 5 gennaio 2006   | Spacewatch        |
| 371212 -      | 2006 AU66                | 9 gennaio 2006   | Spacewatch        |
| 371213 -      | 2006 AR75                | 4 gennaio 2006   | Mt. Lemmon Survey |
| 371214 -      | 2006 AN81                | 7 gennaio 2006   | Mt. Lemmon Survey |
| 371215 -      | 2006 AG92                | 7 gennaio 2006   | Mt. Lemmon Survey |
| 371216 -      | 2006 AX92                | 7 gennaio 2006   | Spacewatch        |
| 371217 -      | 2006 AA101               | 5 gennaio 2006   | Mt. Lemmon Survey |
| 371218 -      | 2006 AH101               | 7 gennaio 2006   | Mt. Lemmon Survey |
| 371219 -      | 2006 AJ101               | 8 gennaio 2006   | Mt. Lemmon Survey |
| 371220 Angers | 2006 BD8                 | 22 gennaio 2006  | Merlin, J.-C.     |
| 371221 -      | 2006 BM40                | 21 gennaio 2006  | Spacewatch        |
| 371222 -      | 2006 BR41                | 22 gennaio 2006  | Mt. Lemmon Survey |
| 371223 -      | 2006 BJ47                | 7 gennaio 2006   | Spacewatch        |
| 371224 -      | 2006 BG50                | 25 gennaio 2006  | Spacewatch        |
| 371225 -      | 2006 BO52                | 25 gennaio 2006  | Spacewatch        |
| 371226 -      | 2006 BP52                | 25 gennaio 2006  | Spacewatch        |
| 371227 -      | 2006 BJ59                | 28 dicembre 2005 | Mt. Lemmon Survey |
| 371228 -      | 2006 BO62                | 24 gennaio 2006  | LINEAR            |
| 371229 -      | 2006 BS70                | 23 gennaio 2006  | Spacewatch        |
| 371230 -      | 2006 BJ73                | 23 gennaio 2006  | Spacewatch        |
| 371231 -      | 2006 BY74                | 23 gennaio 2006  | Spacewatch        |
| 371232 -      | 2006 BX79                | 23 gennaio 2006  | Spacewatch        |
| 371233 -      | 2006 BA80                | 23 gennaio 2006  | Spacewatch        |
| 371234 -      | 2006 BE87                | 25 gennaio 2006  | Spacewatch        |
| 371235 -      | 2006 BS89                | 25 gennaio 2006  | Spacewatch        |
| 371236 -      | 2006 BV89                | 25 gennaio 2006  | Spacewatch        |
| 371237 -      | 2006 BH94                | 26 gennaio 2006  | Spacewatch        |
| 371238 -      | 2006 BC97                | 26 gennaio 2006  | Mt. Lemmon Survey |
| 371239 -      | 2006 BW121               | 26 gennaio 2006  | Mt. Lemmon Survey |
| 371240 -      | 2006 BT123               | 26 gennaio 2006  | Spacewatch        |
| 371241 -      | 2006 BW126               | 10 ottobre 2004  | Spacewatch        |
| 371242 -      | 2006 BR127               | 26 gennaio 2006  | Spacewatch        |
| 371243 -      | 2006 BP128               | 26 gennaio 2006  | Mt. Lemmon Survey |
| 371244 -      | 2006 BA139               | 28 gennaio 2006  | Mt. Lemmon Survey |
| 371245 -      | 2006 BJ144               | 23 gennaio 2006  | CSS               |
| 371246 -      | 2006 BT145               | 24 gennaio 2006  | LINEAR            |
| 371247 -      | 2006 BB148               | 31 gennaio 2006  | Yeung, W. K. Y.   |
| 371248 -      | 2006 BN152               | 25 gennaio 2006  | Spacewatch        |
| 371249 -      | 2006 BG156               | 25 gennaio 2006  | Spacewatch        |
| 371250 -      | 2006 BJ165               | 26 gennaio 2006  | Spacewatch        |
| 371251 -      | 2006 BV171               | 27 gennaio 2006  | Spacewatch        |
| 371252 -      | 2006 BT172               | 27 gennaio 2006  | Spacewatch        |
| 371253 -      | 2006 BV172               | 27 gennaio 2006  | Spacewatch        |
| 371254 -      | 2006 BL173               | 27 gennaio 2006  | Spacewatch        |
| 371255 -      | 2006 BQ198               | 30 gennaio 2006  | Spacewatch        |
| 371256 -      | 2006 BJ224               | 4 ottobre 1999   | Spacewatch        |
| 371257 -      | 2006 BP224               | 30 gennaio 2006  | Spacewatch        |
| 371258 -      | 2006 BT224               | 30 gennaio 2006  | Spacewatch        |
| 371259 -      | 2006 BQ227               | 30 gennaio 2006  | Spacewatch        |
| 371260 -      | 2006 BU233               | 23 gennaio 2006  | Spacewatch        |
| 371261 -      | 2006 BS255               | 31 gennaio 2006  | CSS               |
| 371262 -      | 2006 BY266               | 25 gennaio 2006  | LONEOS            |
| 371263 -      | 2006 CC20                | 1º febbraio 2006 | Mt. Lemmon Survey |
| 371264 -      | 2006 CM57                | 4 febbraio 2006  | Spacewatch        |
| 371265 -      | 2006 DW1                 | 20 febbraio 2006 | Spacewatch        |
| 371266 -      | 2006 DU7                 | 20 febbraio 2006 | Spacewatch        |
| 371267 -      | 2006 DM36                | 20 febbraio 2006 | Mt. Lemmon Survey |
| 371268 -      | 2006 DJ44                | 20 febbraio 2006 | CSS               |
| 371269 -      | 2006 DC45                | 20 febbraio 2006 | Spacewatch        |
| 371270 -      | 2006 DA46                | 20 febbraio 2006 | Spacewatch        |
| 371271 -      | 2006 DR49                | 22 febbraio 2006 | CSS               |
| 371272 -      | 2006 DD77                | 24 febbraio 2006 | Spacewatch        |
| 371273 -      | 2006 DP82                | 24 febbraio 2006 | Spacewatch        |
| 371274 -      | 2006 DR94                | 24 febbraio 2006 | Spacewatch        |
| 371275 -      | 2006 DE96                | 24 febbraio 2006 | Spacewatch        |
| 371276 -      | 2006 DX99                | 25 febbraio 2006 | Spacewatch        |
| 371277 -      | 2006 DW102               | 25 febbraio 2006 | Mt. Lemmon Survey |
| 371278 -      | 2006 DK106               | 25 febbraio 2006 | Mt. Lemmon Survey |
| 371279 -      | 2006 DP113               | 27 febbraio 2006 | Spacewatch        |
| 371280 -      | 2006 DO117               | 27 febbraio 2006 | Spacewatch        |
| 371281 -      | 2006 DQ131               | 25 febbraio 2006 | Spacewatch        |
| 371282 -      | 2006 DQ132               | 25 febbraio 2006 | Spacewatch        |
| 371283 -      | 2006 DX134               | 25 febbraio 2006 | Mt. Lemmon Survey |
| 371284 -      | 2006 DF140               | 25 febbraio 2006 | Spacewatch        |
| 371285 -      | 2006 DD151               | 25 febbraio 2006 | Mt. Lemmon Survey |
| 371286 -      | 2006 DU159               | 27 febbraio 2006 | Spacewatch        |
| 371287 -      | 2006 DC166               | 2 febbraio 2006  | Mt. Lemmon Survey |
| 371288 -      | 2006 DX173               | 27 febbraio 2006 | Spacewatch        |
| 371289 -      | 2006 DK210               | 20 febbraio 2006 | Spacewatch        |
| 371290 -      | 2006 DE211               | 24 febbraio 2006 | Mt. Lemmon Survey |
| 371291 -      | 2006 DP211               | 18 ottobre 2003  | Spacewatch        |
| 371292 -      | 2006 EE7                 | 2 marzo 2006     | Spacewatch        |
| 371293 -      | 2006 EV17                | 2 marzo 2006     | Spacewatch        |
| 371294 -      | 2006 EO26                | 3 marzo 2006     | Spacewatch        |
| 371295 -      | 2006 EQ42                | 4 marzo 2006     | Spacewatch        |
| 371296 -      | 2006 EJ47                | 4 marzo 2006     | Spacewatch        |
| 371297 -      | 2006 ES55                | 5 marzo 2006     | Spacewatch        |
| 371298 -      | 2006 EB66                | 5 marzo 2006     | Spacewatch        |
| 371299 -      | 2006 EM74                | 3 marzo 2006     | Spacewatch        |
| 371300 -      | 2006 FB1                 | 21 marzo 2006    | Mt. Lemmon Survey |

## 371301-371400
| Nome     | Designazione provvisoria | Data di scoperta  | Scopritore           |
| -------- | ------------------------ | ----------------- | -------------------- |
| 371301 - | 2006 FU3                 | 23 marzo 2006     | Spacewatch           |
| 371302 - | 2006 FS4                 | 22 febbraio 2006  | CSS                  |
| 371303 - | 2006 FM10                | 19 marzo 2006     | LINEAR               |
| 371304 - | 2006 FD13                | 23 marzo 2006     | Spacewatch           |
| 371305 - | 2006 FN17                | 23 marzo 2006     | Spacewatch           |
| 371306 - | 2006 FG26                | 24 marzo 2006     | Mt. Lemmon Survey    |
| 371307 - | 2006 FH38                | 23 marzo 2006     | Spacewatch           |
| 371308 - | 2006 FM42                | 26 marzo 2006     | Mt. Lemmon Survey    |
| 371309 - | 2006 GO9                 | 2 aprile 2006     | Spacewatch           |
| 371310 - | 2006 GY27                | 2 aprile 2006     | Spacewatch           |
| 371311 - | 2006 GN29                | 2 aprile 2006     | Spacewatch           |
| 371312 - | 2006 GV30                | 2 aprile 2006     | Mt. Lemmon Survey    |
| 371313 - | 2006 GX50                | 2 aprile 2006     | LONEOS               |
| 371314 - | 2006 GZ51                | 7 aprile 2006     | Siding Spring Survey |
| 371315 - | 2006 HP10                | 19 aprile 2006    | Spacewatch           |
| 371316 - | 2006 HP14                | 19 aprile 2006    | Mt. Lemmon Survey    |
| 371317 - | 2006 HS21                | 20 aprile 2006    | Spacewatch           |
| 371318 - | 2006 HU41                | 21 aprile 2006    | Spacewatch           |
| 371319 - | 2006 HE65                | 24 aprile 2006    | Spacewatch           |
| 371320 - | 2006 HF65                | 24 aprile 2006    | Spacewatch           |
| 371321 - | 2006 HF66                | 24 aprile 2006    | Spacewatch           |
| 371322 - | 2006 HC72                | 25 aprile 2006    | Spacewatch           |
| 371323 - | 2006 HM80                | 26 aprile 2006    | Spacewatch           |
| 371324 - | 2006 HK94                | 29 aprile 2006    | Spacewatch           |
| 371325 - | 2006 HU94                | 30 aprile 2006    | Spacewatch           |
| 371326 - | 2006 JW3                 | 2 maggio 2006     | Mt. Lemmon Survey    |
| 371327 - | 2006 JX3                 | 2 maggio 2006     | Mt. Lemmon Survey    |
| 371328 - | 2006 JO7                 | 1º maggio 2006    | Spacewatch           |
| 371329 - | 2006 JU14                | 1º maggio 2006    | Spacewatch           |
| 371330 - | 2006 JU16                | 2 maggio 2006     | Spacewatch           |
| 371331 - | 2006 JK21                | 2 maggio 2006     | Spacewatch           |
| 371332 - | 2006 JW28                | 3 maggio 2006     | Spacewatch           |
| 371333 - | 2006 JJ33                | 3 maggio 2006     | Spacewatch           |
| 371334 - | 2006 JC59                | 1º maggio 2006    | Buie, M. W.          |
| 371335 - | 2006 JS80                | 9 maggio 2006     | Mt. Lemmon Survey    |
| 371336 - | 2006 KD1                 | 20 maggio 2006    | LINEAR               |
| 371337 - | 2006 KV2                 | 18 maggio 2006    | NEAT                 |
| 371338 - | 2006 KY7                 | 19 maggio 2006    | Mt. Lemmon Survey    |
| 371339 - | 2006 KG18                | 21 maggio 2006    | Spacewatch           |
| 371340 - | 2006 KL19                | 21 maggio 2006    | Siding Spring Survey |
| 371341 - | 2006 KX34                | 20 maggio 2006    | Spacewatch           |
| 371342 - | 2006 KT39                | 21 maggio 2006    | LONEOS               |
| 371343 - | 2006 KY49                | 21 maggio 2006    | Spacewatch           |
| 371344 - | 2006 KJ50                | 21 maggio 2006    | Spacewatch           |
| 371345 - | 2006 KA51                | 21 maggio 2006    | Spacewatch           |
| 371346 - | 2006 KZ52                | 21 maggio 2006    | Spacewatch           |
| 371347 - | 2006 KL66                | 24 maggio 2006    | Mt. Lemmon Survey    |
| 371348 - | 2006 KB83                | 20 maggio 2006    | Spacewatch           |
| 371349 - | 2006 KB94                | 25 maggio 2006    | Spacewatch           |
| 371350 - | 2006 KG103               | 30 maggio 2006    | Spacewatch           |
| 371351 - | 2006 KW143               | 23 maggio 2006    | Spacewatch           |
| 371352 - | 2006 KZ144               | 25 maggio 2006    | Spacewatch           |
| 371353 - | 2006 LX                  | 3 giugno 2006     | Mt. Lemmon Survey    |
| 371354 - | 2006 LH1                 | 1º giugno 2006    | Spacewatch           |
| 371355 - | 2006 MN1                 | 18 giugno 2006    | Spacewatch           |
| 371356 - | 2006 MD2                 | 16 giugno 2006    | Spacewatch           |
| 371357 - | 2006 MW14                | 22 giugno 2006    | NEAT                 |
| 371358 - | 2006 OJ                  | 30 maggio 2006    | Mt. Lemmon Survey    |
| 371359 - | 2006 OT8                 | 20 luglio 2006    | NEAT                 |
| 371360 - | 2006 PK4                 | 15 agosto 2006    | Broughton, J.        |
| 371361 - | 2006 PF9                 | 18 luglio 2006    | Mt. Lemmon Survey    |
| 371362 - | 2006 PO14                | 15 agosto 2006    | NEAT                 |
| 371363 - | 2006 PB15                | 15 agosto 2006    | NEAT                 |
| 371364 - | 2006 PA17                | 15 agosto 2006    | NEAT                 |
| 371365 - | 2006 PF21                | 15 agosto 2006    | NEAT                 |
| 371366 - | 2006 PH27                | 31 luglio 2006    | Siding Spring Survey |
| 371367 - | 2006 PM34                | 15 agosto 2006    | NEAT                 |
| 371368 - | 2006 QD1                 | 18 agosto 2006    | Sarneczky, K.        |
| 371369 - | 2006 QC29                | 21 agosto 2006    | Spacewatch           |
| 371370 - | 2006 QL40                | 24 agosto 2006    | LINEAR               |
| 371371 - | 2006 QS47                | 20 agosto 2006    | Spacewatch           |
| 371372 - | 2006 QC51                | 23 agosto 2006    | LINEAR               |
| 371373 - | 2006 QB61                | 21 agosto 2006    | LINEAR               |
| 371374 - | 2006 QJ63                | 24 agosto 2006    | NEAT                 |
| 371375 - | 2006 QW79                | 18 luglio 2006    | Mt. Lemmon Survey    |
| 371376 - | 2006 QB99                | 23 agosto 2006    | LINEAR               |
| 371377 - | 2006 QD108               | 28 agosto 2006    | CSS                  |
| 371378 - | 2006 QG114               | 27 agosto 2006    | LONEOS               |
| 371379 - | 2006 QV116               | 27 agosto 2006    | LONEOS               |
| 371380 - | 2006 QU122               | 29 agosto 2006    | CSS                  |
| 371381 - | 2006 QP126               | 16 agosto 2006    | NEAT                 |
| 371382 - | 2006 QB145               | 18 agosto 2006    | Spacewatch           |
| 371383 - | 2006 QZ162               | 21 agosto 2006    | Spacewatch           |
| 371384 - | 2006 QF182               | 27 agosto 2006    | Becker, A. C.        |
| 371385 - | 2006 QJ187               | 18 agosto 2006    | NEAT                 |
| 371386 - | 2006 RE                  | 1º settembre 2006 | Rinner, C.           |
| 371387 - | 2006 RQ8                 | 12 settembre 2006 | CSS                  |
| 371388 - | 2006 RA9                 | 27 agosto 2006    | Spacewatch           |
| 371389 - | 2006 RS10                | 14 settembre 2006 | NEAT                 |
| 371390 - | 2006 RD19                | 21 luglio 2006    | Mt. Lemmon Survey    |
| 371391 - | 2006 RH19                | 14 settembre 2006 | Spacewatch           |
| 371392 - | 2006 RO19                | 14 settembre 2006 | CSS                  |
| 371393 - | 2006 RW19                | 15 settembre 2006 | Spacewatch           |
| 371394 - | 2006 RH28                | 15 settembre 2006 | Spacewatch           |
| 371395 - | 2006 RB33                | 15 settembre 2006 | Spacewatch           |
| 371396 - | 2006 RR37                | 12 settembre 2006 | CSS                  |
| 371397 - | 2006 RA60                | 15 settembre 2006 | CSS                  |
| 371398 - | 2006 RP63                | 14 settembre 2006 | CSS                  |
| 371399 - | 2006 RH71                | 15 settembre 2006 | Spacewatch           |
| 371400 - | 2006 RZ71                | 15 settembre 2006 | Spacewatch           |

## 371401-371500
| Nome     | Designazione provvisoria | Data di scoperta  | Scopritore            |
| -------- | ------------------------ | ----------------- | --------------------- |
| 371401 - | 2006 RR73                | 15 settembre 2006 | Spacewatch            |
| 371402 - | 2006 RV73                | 15 settembre 2006 | Spacewatch            |
| 371403 - | 2006 RQ82                | 15 settembre 2006 | Spacewatch            |
| 371404 - | 2006 RU82                | 15 settembre 2006 | Spacewatch            |
| 371405 - | 2006 RN84                | 15 settembre 2006 | Spacewatch            |
| 371406 - | 2006 RM86                | 15 settembre 2006 | Spacewatch            |
| 371407 - | 2006 RP95                | 15 settembre 2006 | Spacewatch            |
| 371408 - | 2006 RV100               | 14 settembre 2006 | CSS                   |
| 371409 - | 2006 RU121               | 15 settembre 2006 | Spacewatch            |
| 371410 - | 2006 SU21                | 17 settembre 2006 | CSS                   |
| 371411 - | 2006 SF34                | 17 settembre 2006 | CSS                   |
| 371412 - | 2006 SA40                | 18 settembre 2006 | CSS                   |
| 371413 - | 2006 SW48                | 18 settembre 2006 | Spacewatch            |
| 371414 - | 2006 SZ48                | 18 settembre 2006 | Spacewatch            |
| 371415 - | 2006 SZ59                | 18 settembre 2006 | CSS                   |
| 371416 - | 2006 SM66                | 19 settembre 2006 | Spacewatch            |
| 371417 - | 2006 SE76                | 19 settembre 2006 | Spacewatch            |
| 371418 - | 2006 SJ80                | 18 settembre 2006 | Spacewatch            |
| 371419 - | 2006 SV85                | 18 settembre 2006 | Spacewatch            |
| 371420 - | 2006 SB94                | 18 settembre 2006 | Spacewatch            |
| 371421 - | 2006 SA103               | 19 settembre 2006 | Spacewatch            |
| 371422 - | 2006 SW104               | 19 settembre 2006 | Spacewatch            |
| 371423 - | 2006 SX105               | 19 settembre 2006 | Spacewatch            |
| 371424 - | 2006 SD110               | 20 settembre 2006 | LINEAR                |
| 371425 - | 2006 SM115               | 24 settembre 2006 | Spacewatch            |
| 371426 - | 2006 SY117               | 24 settembre 2006 | Spacewatch            |
| 371427 - | 2006 SN141               | 19 settembre 2006 | CSS                   |
| 371428 - | 2006 ST150               | 19 settembre 2006 | Spacewatch            |
| 371429 - | 2006 SY157               | 23 settembre 2006 | Spacewatch            |
| 371430 - | 2006 SS163               | 24 settembre 2006 | Spacewatch            |
| 371431 - | 2006 SF175               | 25 settembre 2006 | Mt. Lemmon Survey     |
| 371432 - | 2006 SG185               | 25 settembre 2006 | Mt. Lemmon Survey     |
| 371433 - | 2006 SH192               | 26 settembre 2006 | Mt. Lemmon Survey     |
| 371434 - | 2006 SZ199               | 24 settembre 2006 | Spacewatch            |
| 371435 - | 2006 SG206               | 25 settembre 2006 | Mt. Lemmon Survey     |
| 371436 - | 2006 SW212               | 26 settembre 2006 | CSS                   |
| 371437 - | 2006 SJ215               | 27 settembre 2006 | Spacewatch            |
| 371438 - | 2006 SO221               | 25 settembre 2006 | Mt. Lemmon Survey     |
| 371439 - | 2006 ST239               | 18 settembre 2006 | Spacewatch            |
| 371440 - | 2006 SJ240               | 26 settembre 2006 | Spacewatch            |
| 371441 - | 2006 SM258               | 19 settembre 2006 | Spacewatch            |
| 371442 - | 2006 SW272               | 27 settembre 2006 | Mt. Lemmon Survey     |
| 371443 - | 2006 SB274               | 27 settembre 2006 | Mt. Lemmon Survey     |
| 371444 - | 2006 SG279               | 28 settembre 2006 | Mt. Lemmon Survey     |
| 371445 - | 2006 SM285               | 24 settembre 2006 | Spacewatch            |
| 371446 - | 2006 SY287               | 25 settembre 2006 | LINEAR                |
| 371447 - | 2006 SJ290               | 30 settembre 2006 | CSS                   |
| 371448 - | 2006 SU296               | 25 settembre 2006 | Spacewatch            |
| 371449 - | 2006 SM300               | 26 settembre 2006 | CSS                   |
| 371450 - | 2006 SO316               | 27 settembre 2006 | Spacewatch            |
| 371451 - | 2006 SV316               | 27 settembre 2006 | Spacewatch            |
| 371452 - | 2006 SB317               | 27 settembre 2006 | Spacewatch            |
| 371453 - | 2006 SL317               | 27 settembre 2006 | Spacewatch            |
| 371454 - | 2006 SZ322               | 27 settembre 2006 | Spacewatch            |
| 371455 - | 2006 SQ332               | 28 settembre 2006 | Mt. Lemmon Survey     |
| 371456 - | 2006 SY346               | 15 settembre 2006 | Spacewatch            |
| 371457 - | 2006 SG348               | 28 settembre 2006 | Spacewatch            |
| 371458 - | 2006 SR355               | 30 settembre 2006 | CSS                   |
| 371459 - | 2006 SH361               | 30 settembre 2006 | Mt. Lemmon Survey     |
| 371460 - | 2006 SO361               | 30 settembre 2006 | Mt. Lemmon Survey     |
| 371461 - | 2006 SR364               | 28 settembre 2006 | Mt. Lemmon Survey     |
| 371462 - | 2006 SW367               | 28 settembre 2006 | CSS                   |
| 371463 - | 2006 SB391               | 17 settembre 2006 | Spacewatch            |
| 371464 - | 2006 SG393               | 28 settembre 2006 | CSS                   |
| 371465 - | 2006 SE397               | 19 settembre 2006 | Spacewatch            |
| 371466 - | 2006 SN406               | 17 settembre 2006 | Spacewatch            |
| 371467 - | 2006 SF409               | 30 settembre 2006 | CSS                   |
| 371468 - | 2006 TF4                 | 2 ottobre 2006    | Mt. Lemmon Survey     |
| 371469 - | 2006 TS6                 | 3 ottobre 2006    | Mt. Lemmon Survey     |
| 371470 - | 2006 TL9                 | 11 ottobre 2006   | Spacewatch            |
| 371471 - | 2006 TE14                | 10 ottobre 2006   | NEAT                  |
| 371472 - | 2006 TP17                | 11 ottobre 2006   | Spacewatch            |
| 371473 - | 2006 TG18                | 11 ottobre 2006   | Spacewatch            |
| 371474 - | 2006 TL21                | 11 ottobre 2006   | Spacewatch            |
| 371475 - | 2006 TM27                | 12 ottobre 2006   | Spacewatch            |
| 371476 - | 2006 TE28                | 12 ottobre 2006   | Spacewatch            |
| 371477 - | 2006 TR30                | 12 ottobre 2006   | Spacewatch            |
| 371478 - | 2006 TB33                | 12 ottobre 2006   | Spacewatch            |
| 371479 - | 2006 TY35                | 12 ottobre 2006   | Spacewatch            |
| 371480 - | 2006 TK36                | 12 ottobre 2006   | Spacewatch            |
| 371481 - | 2006 TX39                | 12 ottobre 2006   | Spacewatch            |
| 371482 - | 2006 TY39                | 12 ottobre 2006   | Spacewatch            |
| 371483 - | 2006 TQ46                | 12 ottobre 2006   | Spacewatch            |
| 371484 - | 2006 TG53                | 30 settembre 2006 | Mt. Lemmon Survey     |
| 371485 - | 2006 TM66                | 18 settembre 2006 | Spacewatch            |
| 371486 - | 2006 TT66                | 11 ottobre 2006   | NEAT                  |
| 371487 - | 2006 TY66                | 11 ottobre 2006   | NEAT                  |
| 371488 - | 2006 TN72                | 11 ottobre 2006   | NEAT                  |
| 371489 - | 2006 TV73                | 30 settembre 2006 | CSS                   |
| 371490 - | 2006 TB92                | 13 ottobre 2006   | Spacewatch            |
| 371491 - | 2006 TW92                | 15 ottobre 2006   | Spacewatch            |
| 371492 - | 2006 TT93                | 15 ottobre 2006   | Spacewatch            |
| 371493 - | 2006 TR94                | 15 ottobre 2006   | Lin, C.-S., Ye, Q.-z. |
| 371494 - | 2006 TJ102               | 15 ottobre 2006   | Spacewatch            |
| 371495 - | 2006 TG110               | 13 ottobre 2006   | Spacewatch            |
| 371496 - | 2006 UA16                | 17 ottobre 2006   | Mt. Lemmon Survey     |
| 371497 - | 2006 UG25                | 26 settembre 2006 | Mt. Lemmon Survey     |
| 371498 - | 2006 UV26                | 16 ottobre 2006   | Spacewatch            |
| 371499 - | 2006 UA36                | 16 ottobre 2006   | Spacewatch            |
| 371500 - | 2006 UH36                | 16 ottobre 2006   | Spacewatch            |

## 371501-371600
| Nome     | Designazione provvisoria | Data di scoperta  | Scopritore        |
| -------- | ------------------------ | ----------------- | ----------------- |
| 371501 - | 2006 UP39                | 16 ottobre 2006   | Spacewatch        |
| 371502 - | 2006 UK41                | 16 ottobre 2006   | Spacewatch        |
| 371503 - | 2006 UP45                | 16 ottobre 2006   | Spacewatch        |
| 371504 - | 2006 UE46                | 16 ottobre 2006   | Spacewatch        |
| 371505 - | 2006 UN63                | 21 ottobre 2006   | Yeung, W. K. Y.   |
| 371506 - | 2006 UT68                | 16 ottobre 2006   | CSS               |
| 371507 - | 2006 UL70                | 16 ottobre 2006   | Spacewatch        |
| 371508 - | 2006 UQ74                | 17 ottobre 2006   | Spacewatch        |
| 371509 - | 2006 UV74                | 17 ottobre 2006   | Spacewatch        |
| 371510 - | 2006 UX74                | 25 settembre 2006 | Spacewatch        |
| 371511 - | 2006 UU75                | 17 ottobre 2006   | Mt. Lemmon Survey |
| 371512 - | 2006 UY77                | 17 ottobre 2006   | Spacewatch        |
| 371513 - | 2006 UP82                | 17 ottobre 2006   | Spacewatch        |
| 371514 - | 2006 UO88                | 17 ottobre 2006   | Spacewatch        |
| 371515 - | 2006 UF94                | 2 ottobre 2006    | Mt. Lemmon Survey |
| 371516 - | 2006 UM123               | 19 ottobre 2006   | NEAT              |
| 371517 - | 2006 UK144               | 19 ottobre 2006   | Spacewatch        |
| 371518 - | 2006 UN155               | 17 settembre 2006 | Spacewatch        |
| 371519 - | 2006 UQ166               | 21 ottobre 2006   | Mt. Lemmon Survey |
| 371520 - | 2006 UY169               | 21 ottobre 2006   | Mt. Lemmon Survey |
| 371521 - | 2006 UK178               | 16 ottobre 2006   | CSS               |
| 371522 - | 2006 UG185               | 27 ottobre 2006   | Mt. Lemmon Survey |
| 371523 - | 2006 UJ191               | 19 ottobre 2006   | CSS               |
| 371524 - | 2006 UX196               | 20 ottobre 2006   | Spacewatch        |
| 371525 - | 2006 UR198               | 20 ottobre 2006   | Spacewatch        |
| 371526 - | 2006 UV213               | 23 ottobre 2006   | Spacewatch        |
| 371527 - | 2006 UB216               | 28 ottobre 2006   | Molnar, L. A.     |
| 371528 - | 2006 UC220               | 16 ottobre 2006   | CSS               |
| 371529 - | 2006 UQ221               | 17 ottobre 2006   | Spacewatch        |
| 371530 - | 2006 UZ224               | 29 febbraio 2004  | Spacewatch        |
| 371531 - | 2006 UC225               | 19 ottobre 2006   | CSS               |
| 371532 - | 2006 UY234               | 22 ottobre 2006   | Mt. Lemmon Survey |
| 371533 - | 2006 UM240               | 23 ottobre 2006   | Spacewatch        |
| 371534 - | 2006 UB247               | 26 settembre 2006 | Mt. Lemmon Survey |
| 371535 - | 2006 UC250               | 27 ottobre 2006   | Mt. Lemmon Survey |
| 371536 - | 2006 UZ265               | 27 ottobre 2006   | CSS               |
| 371537 - | 2006 UF266               | 4 ottobre 2006    | Mt. Lemmon Survey |
| 371538 - | 2006 UD274               | 27 ottobre 2006   | Spacewatch        |
| 371539 - | 2006 UR274               | 28 ottobre 2006   | Spacewatch        |
| 371540 - | 2006 UZ285               | 28 ottobre 2006   | Spacewatch        |
| 371541 - | 2006 UB290               | 31 ottobre 2006   | Spacewatch        |
| 371542 - | 2006 UK291               | 30 ottobre 2006   | CSS               |
| 371543 - | 2006 UV291               | 24 ottobre 2006   | Cordell-Lorenz    |
| 371544 - | 2006 UT302               | 14 settembre 2006 | CSS               |
| 371545 - | 2006 UK304               | 19 ottobre 2006   | Buie, M. W.       |
| 371546 - | 2006 UL331               | 19 ottobre 2006   | CSS               |
| 371547 - | 2006 UO337               | 16 ottobre 2006   | Spacewatch        |
| 371548 - | 2006 UY349               | 26 ottobre 2006   | Wiegert, P. A.    |
| 371549 - | 2006 VF2                 | 2 novembre 2006   | Mt. Lemmon Survey |
| 371550 - | 2006 VC10                | 11 novembre 2006  | Mt. Lemmon Survey |
| 371551 - | 2006 VC16                | 9 novembre 2006   | Spacewatch        |
| 371552 - | 2006 VT16                | 9 novembre 2006   | Spacewatch        |
| 371553 - | 2006 VP25                | 10 novembre 2006  | Spacewatch        |
| 371554 - | 2006 VL29                | 10 novembre 2006  | Spacewatch        |
| 371555 - | 2006 VX29                | 10 novembre 2006  | Spacewatch        |
| 371556 - | 2006 VK30                | 10 novembre 2006  | Spacewatch        |
| 371557 - | 2006 VO30                | 10 novembre 2006  | Spacewatch        |
| 371558 - | 2006 VQ30                | 10 novembre 2006  | Spacewatch        |
| 371559 - | 2006 VV38                | 12 novembre 2006  | Mt. Lemmon Survey |
| 371560 - | 2006 VK52                | 11 novembre 2006  | Spacewatch        |
| 371561 - | 2006 VK57                | 11 novembre 2006  | Spacewatch        |
| 371562 - | 2006 VF58                | 11 novembre 2006  | Spacewatch        |
| 371563 - | 2006 VF64                | 11 novembre 2006  | Spacewatch        |
| 371564 - | 2006 VL66                | 11 novembre 2006  | CSS               |
| 371565 - | 2006 VO68                | 11 novembre 2006  | CSS               |
| 371566 - | 2006 VX70                | 11 novembre 2006  | Spacewatch        |
| 371567 - | 2006 VE72                | 11 novembre 2006  | Mt. Lemmon Survey |
| 371568 - | 2006 VC95                | 15 novembre 2006  | Rinner, C.        |
| 371569 - | 2006 VE98                | 22 ottobre 2006   | Mt. Lemmon Survey |
| 371570 - | 2006 VF104               | 13 novembre 2006  | NEAT              |
| 371571 - | 2006 VR104               | 13 novembre 2006  | CSS               |
| 371572 - | 2006 VH107               | 13 novembre 2006  | Spacewatch        |
| 371573 - | 2006 VF115               | 14 novembre 2006  | Spacewatch        |
| 371574 - | 2006 VR130               | 15 novembre 2006  | Spacewatch        |
| 371575 - | 2006 VS130               | 15 novembre 2006  | Spacewatch        |
| 371576 - | 2006 VJ133               | 15 novembre 2006  | Spacewatch        |
| 371577 - | 2006 VY140               | 15 novembre 2006  | Spacewatch        |
| 371578 - | 2006 VU142               | 14 novembre 2006  | Spacewatch        |
| 371579 - | 2006 VF143               | 14 novembre 2006  | Spacewatch        |
| 371580 - | 2006 VM151               | 25 settembre 2006 | Mt. Lemmon Survey |
| 371581 - | 2006 VP154               | 3 ottobre 2006    | Mt. Lemmon Survey |
| 371582 - | 2006 VN170               | 15 novembre 2006  | Spacewatch        |
| 371583 - | 2006 VY172               | 1º novembre 2006  | Mt. Lemmon Survey |
| 371584 - | 2006 WH4                 | 19 novembre 2006  | Spacewatch        |
| 371585 - | 2006 WO7                 | 16 novembre 2006  | Spacewatch        |
| 371586 - | 2006 WW24                | 17 novembre 2006  | Mt. Lemmon Survey |
| 371587 - | 2006 WD29                | 19 novembre 2006  | Spacewatch        |
| 371588 - | 2006 WC41                | 16 novembre 2006  | Spacewatch        |
| 371589 - | 2006 WN42                | 16 novembre 2006  | Spacewatch        |
| 371590 - | 2006 WB47                | 16 novembre 2006  | Spacewatch        |
| 371591 - | 2006 WQ49                | 2 novembre 2006   | Mt. Lemmon Survey |
| 371592 - | 2006 WH52                | 16 novembre 2006  | Spacewatch        |
| 371593 - | 2006 WB90                | 18 novembre 2006  | Spacewatch        |
| 371594 - | 2006 WQ98                | 19 novembre 2006  | Spacewatch        |
| 371595 - | 2006 WA101               | 19 novembre 2006  | LINEAR            |
| 371596 - | 2006 WL110               | 11 novembre 2006  | Spacewatch        |
| 371597 - | 2006 WE118               | 11 novembre 2006  | Spacewatch        |
| 371598 - | 2006 WF125               | 22 novembre 2006  | Spacewatch        |
| 371599 - | 2006 WG125               | 22 novembre 2006  | LINEAR            |
| 371600 - | 2006 WK143               | 23 ottobre 2006   | Mt. Lemmon Survey |

## 371601-371700
| Nome     | Designazione provvisoria | Data di scoperta  | Scopritore        |
| -------- | ------------------------ | ----------------- | ----------------- |
| 371601 - | 2006 WB146               | 20 novembre 2006  | Spacewatch        |
| 371602 - | 2006 WO146               | 28 ottobre 2006   | Mt. Lemmon Survey |
| 371603 - | 2006 WQ146               | 20 novembre 2006  | Spacewatch        |
| 371604 - | 2006 WY152               | 23 ottobre 2006   | Mt. Lemmon Survey |
| 371605 - | 2006 WZ161               | 23 novembre 2006  | Spacewatch        |
| 371606 - | 2006 WW174               | 23 novembre 2006  | Spacewatch        |
| 371607 - | 2006 WA182               | 24 novembre 2006  | Mt. Lemmon Survey |
| 371608 - | 2006 XD6                 | 8 dicembre 2006   | NEAT              |
| 371609 - | 2006 XQ9                 | 9 dicembre 2006   | Spacewatch        |
| 371610 - | 2006 XC13                | 10 dicembre 2006  | Spacewatch        |
| 371611 - | 2006 XN19                | 11 dicembre 2006  | Spacewatch        |
| 371612 - | 2006 XL26                | 12 dicembre 2006  | CSS               |
| 371613 - | 2006 XC40                | 12 dicembre 2006  | Mt. Lemmon Survey |
| 371614 - | 2006 XG41                | 12 dicembre 2006  | Mt. Lemmon Survey |
| 371615 - | 2006 XW41                | 14 novembre 2006  | Mt. Lemmon Survey |
| 371616 - | 2006 XS57                | 14 dicembre 2006  | Mt. Lemmon Survey |
| 371617 - | 2006 XP60                | 14 dicembre 2006  | Spacewatch        |
| 371618 - | 2006 XY62                | 15 dicembre 2006  | Mt. Lemmon Survey |
| 371619 - | 2006 XU70                | 13 dicembre 2006  | Mt. Lemmon Survey |
| 371620 - | 2006 YB18                | 22 dicembre 2006  | LINEAR            |
| 371621 - | 2006 YL29                | 21 dicembre 2006  | Spacewatch        |
| 371622 - | 2006 YA30                | 21 dicembre 2006  | Spacewatch        |
| 371623 - | 2006 YQ34                | 21 dicembre 2006  | Spacewatch        |
| 371624 - | 2006 YB36                | 21 dicembre 2006  | Spacewatch        |
| 371625 - | 2006 YB41                | 22 dicembre 2006  | Spacewatch        |
| 371626 - | 2006 YM50                | 21 dicembre 2006  | Buie, M. W.       |
| 371627 - | 2007 AP7                 | 9 gennaio 2007    | Mt. Lemmon Survey |
| 371628 - | 2007 AF8                 | 10 gennaio 2007   | Nyukasa           |
| 371629 - | 2007 AQ8                 | 18 novembre 2006  | Mt. Lemmon Survey |
| 371630 - | 2007 AK10                | 9 gennaio 2007    | Spacewatch        |
| 371631 - | 2007 AB15                | 10 gennaio 2007   | Mt. Lemmon Survey |
| 371632 - | 2007 AE15                | 10 gennaio 2007   | Mt. Lemmon Survey |
| 371633 - | 2007 AY18                | 13 gennaio 2007   | LINEAR            |
| 371634 - | 2007 AJ19                | 15 gennaio 2007   | LONEOS            |
| 371635 - | 2007 BC2                 | 16 gennaio 2007   | CSS               |
| 371636 - | 2007 BL6                 | 17 gennaio 2007   | NEAT              |
| 371637 - | 2007 BG8                 | 24 gennaio 2007   | Mt. Lemmon Survey |
| 371638 - | 2007 BR10                | 17 gennaio 2007   | Spacewatch        |
| 371639 - | 2007 BW17                | 8 gennaio 2007    | Spacewatch        |
| 371640 - | 2007 BW20                | 18 gennaio 2007   | NEAT              |
| 371641 - | 2007 BZ26                | 24 gennaio 2007   | CSS               |
| 371642 - | 2007 BM27                | 24 gennaio 2007   | CSS               |
| 371643 - | 2007 BL34                | 24 gennaio 2007   | Mt. Lemmon Survey |
| 371644 - | 2007 BX42                | 24 gennaio 2007   | Mt. Lemmon Survey |
| 371645 - | 2007 BL45                | 27 settembre 1994 | Spacewatch        |
| 371646 - | 2007 BS54                | 24 gennaio 2007   | LINEAR            |
| 371647 - | 2007 BS55                | 24 gennaio 2007   | LINEAR            |
| 371648 - | 2007 BT63                | 10 gennaio 2007   | Mt. Lemmon Survey |
| 371649 - | 2007 BT64                | 27 gennaio 2007   | Mt. Lemmon Survey |
| 371650 - | 2007 BH67                | 27 gennaio 2007   | Mt. Lemmon Survey |
| 371651 - | 2007 BW74                | 27 gennaio 2007   | Spacewatch        |
| 371652 - | 2007 BV75                | 26 gennaio 2007   | Spacewatch        |
| 371653 - | 2007 BZ77                | 27 gennaio 2007   | Mt. Lemmon Survey |
| 371654 - | 2007 BK92                | 19 gennaio 2007   | Mauna Kea         |
| 371655 - | 2007 BX99                | 17 gennaio 2007   | Spacewatch        |
| 371656 - | 2007 CH1                 | 6 febbraio 2007   | Spacewatch        |
| 371657 - | 2007 CZ1                 | 6 febbraio 2007   | Spacewatch        |
| 371658 - | 2007 CA2                 | 17 gennaio 2007   | Mt. Lemmon Survey |
| 371659 - | 2007 CG3                 | 24 gennaio 2007   | CSS               |
| 371660 - | 2007 CN26                | 10 febbraio 2007  | Mt. Lemmon Survey |
| 371661 - | 2007 CZ34                | 6 febbraio 2007   | NEAT              |
| 371662 - | 2007 CA37                | 6 febbraio 2007   | Mt. Lemmon Survey |
| 371663 - | 2007 CD40                | 10 gennaio 2007   | Mt. Lemmon Survey |
| 371664 - | 2007 CP41                | 7 febbraio 2007   | Spacewatch        |
| 371665 - | 2007 CL47                | 9 febbraio 2007   | Spacewatch        |
| 371666 - | 2007 CX49                | 10 febbraio 2007  | Mt. Lemmon Survey |
| 371667 - | 2007 CH51                | 7 febbraio 2007   | CSS               |
| 371668 - | 2007 CO52                | 10 febbraio 2007  | CSS               |
| 371669 - | 2007 CC56                | 13 febbraio 2007  | LINEAR            |
| 371670 - | 2007 CS57                | 21 novembre 2006  | Mt. Lemmon Survey |
| 371671 - | 2007 CY59                | 10 febbraio 2007  | CSS               |
| 371672 - | 2007 CS63                | 15 febbraio 2007  | CSS               |
| 371673 - | 2007 DY10                | 17 febbraio 2007  | Spacewatch        |
| 371674 - | 2007 DR11                | 16 febbraio 2007  | NEAT              |
| 371675 - | 2007 DV11                | 16 febbraio 2007  | Mt. Lemmon Survey |
| 371676 - | 2007 DU12                | 16 febbraio 2007  | NEAT              |
| 371677 - | 2007 DC13                | 16 febbraio 2007  | NEAT              |
| 371678 - | 2007 DO13                | 24 gennaio 2007   | LINEAR            |
| 371679 - | 2007 DF15                | 17 febbraio 2007  | Spacewatch        |
| 371680 - | 2007 DG29                | 17 febbraio 2007  | NEAT              |
| 371681 - | 2007 DN29                | 27 gennaio 2007   | Mt. Lemmon Survey |
| 371682 - | 2007 DE30                | 17 febbraio 2007  | Spacewatch        |
| 371683 - | 2007 DP33                | 17 febbraio 2007  | Spacewatch        |
| 371684 - | 2007 DT36                | 17 febbraio 2007  | Spacewatch        |
| 371685 - | 2007 DK38                | 17 febbraio 2007  | Spacewatch        |
| 371686 - | 2007 DB42                | 16 febbraio 2007  | CSS               |
| 371687 - | 2007 DF53                | 19 febbraio 2007  | Mt. Lemmon Survey |
| 371688 - | 2007 DQ56                | 21 febbraio 2007  | Mt. Lemmon Survey |
| 371689 - | 2007 DT57                | 21 febbraio 2007  | Mt. Lemmon Survey |
| 371690 - | 2007 DV57                | 21 febbraio 2007  | Mt. Lemmon Survey |
| 371691 - | 2007 DD59                | 22 febbraio 2007  | Spacewatch        |
| 371692 - | 2007 DZ59                | 13 febbraio 2007  | LINEAR            |
| 371693 - | 2007 DU68                | 21 febbraio 2007  | Spacewatch        |
| 371694 - | 2007 DM85                | 21 febbraio 2007  | LINEAR            |
| 371695 - | 2007 DY85                | 28 gennaio 2007   | Mt. Lemmon Survey |
| 371696 - | 2007 DJ90                | 23 febbraio 2007  | Spacewatch        |
| 371697 - | 2007 DC109               | 25 febbraio 2007  | Mt. Lemmon Survey |
| 371698 - | 2007 DD110               | 16 febbraio 2007  | Mt. Lemmon Survey |
| 371699 - | 2007 DL110               | 17 febbraio 2007  | Mt. Lemmon Survey |
| 371700 - | 2007 EZ4                 | 9 marzo 2007      | NEAT              |

## 371701-371800
| Nome     | Designazione provvisoria | Data di scoperta  | Scopritore               |
| -------- | ------------------------ | ----------------- | ------------------------ |
| 371701 - | 2007 ER6                 | 21 febbraio 2007  | Mt. Lemmon Survey        |
| 371702 - | 2007 EP15                | 9 marzo 2007      | Spacewatch               |
| 371703 - | 2007 EW20                | 10 marzo 2007     | Spacewatch               |
| 371704 - | 2007 EC21                | 10 marzo 2007     | Spacewatch               |
| 371705 - | 2007 EW27                | 9 marzo 2007      | CSS                      |
| 371706 - | 2007 EK28                | 9 marzo 2007      | NEAT                     |
| 371707 - | 2007 EK34                | 27 dicembre 2006  | Mt. Lemmon Survey        |
| 371708 - | 2007 EE39                | 17 febbraio 2007  | LINEAR                   |
| 371709 - | 2007 EF41                | 9 marzo 2007      | NEAT                     |
| 371710 - | 2007 EO43                | 9 marzo 2007      | Spacewatch               |
| 371711 - | 2007 EE45                | 9 marzo 2007      | Spacewatch               |
| 371712 - | 2007 EQ45                | 9 marzo 2007      | Spacewatch               |
| 371713 - | 2007 EJ46                | 9 marzo 2007      | Mt. Lemmon Survey        |
| 371714 - | 2007 EZ48                | 9 marzo 2007      | Spacewatch               |
| 371715 - | 2007 EY55                | 12 marzo 2007     | Mt. Lemmon Survey        |
| 371716 - | 2007 EL57                | 17 febbraio 2007  | Spacewatch               |
| 371717 - | 2007 EE63                | 17 febbraio 2007  | Spacewatch               |
| 371718 - | 2007 ED69                | 10 marzo 2007     | Spacewatch               |
| 371719 - | 2007 ET74                | 10 marzo 2007     | Spacewatch               |
| 371720 - | 2007 EU78                | 17 febbraio 2007  | CSS                      |
| 371721 - | 2007 EA84                | 12 marzo 2007     | Mt. Lemmon Survey        |
| 371722 - | 2007 ED84                | 12 marzo 2007     | Mt. Lemmon Survey        |
| 371723 - | 2007 EY85                | 12 marzo 2007     | Mt. Lemmon Survey        |
| 371724 - | 2007 EZ85                | 12 marzo 2007     | Mt. Lemmon Survey        |
| 371725 - | 2007 EZ87                | 13 marzo 2007     | Christophe, B.           |
| 371726 - | 2007 EU99                | 11 marzo 2007     | Spacewatch               |
| 371727 - | 2007 EG101               | 11 marzo 2007     | Spacewatch               |
| 371728 - | 2007 EB105               | 11 marzo 2007     | Mt. Lemmon Survey        |
| 371729 - | 2007 EN106               | 11 marzo 2007     | LONEOS                   |
| 371730 - | 2007 EU126               | 9 marzo 2007      | Mt. Lemmon Survey        |
| 371731 - | 2007 EN127               | 9 marzo 2007      | Mt. Lemmon Survey        |
| 371732 - | 2007 EZ130               | 9 marzo 2007      | Mt. Lemmon Survey        |
| 371733 - | 2007 EE137               | 9 febbraio 2007   | Spacewatch               |
| 371734 - | 2007 EQ139               | 12 marzo 2007     | Spacewatch               |
| 371735 - | 2007 EM149               | 12 marzo 2007     | Mt. Lemmon Survey        |
| 371736 - | 2007 EJ150               | 12 marzo 2007     | Mt. Lemmon Survey        |
| 371737 - | 2007 EO156               | 12 marzo 2007     | Spacewatch               |
| 371738 - | 2007 EE157               | 13 marzo 2007     | Spacewatch               |
| 371739 - | 2007 ET166               | 11 marzo 2007     | Mt. Lemmon Survey        |
| 371740 - | 2007 EL171               | 13 marzo 2007     | Crni Vrh                 |
| 371741 - | 2007 ET171               | 11 marzo 2007     | Spacewatch               |
| 371742 - | 2007 EQ190               | 23 febbraio 2007  | Spacewatch               |
| 371743 - | 2007 EL192               | 14 marzo 2007     | Spacewatch               |
| 371744 - | 2007 EG195               | 15 marzo 2007     | Spacewatch               |
| 371745 - | 2007 EZ203               | 10 marzo 2007     | Mt. Lemmon Survey        |
| 371746 - | 2007 EH217               | 10 marzo 2007     | Mt. Lemmon Survey        |
| 371747 - | 2007 EU217               | 13 marzo 2007     | Spacewatch               |
| 371748 - | 2007 EQ218               | 10 marzo 2007     | NEAT                     |
| 371749 - | 2007 EY218               | 12 marzo 2007     | CSS                      |
| 371750 - | 2007 EM223               | 14 marzo 2007     | Mt. Lemmon Survey        |
| 371751 - | 2007 FX1                 | 18 marzo 2007     | Ferrando, R.             |
| 371752 - | 2007 FZ16                | 20 marzo 2007     | Mt. Lemmon Survey        |
| 371753 - | 2007 FU21                | 22 febbraio 2007  | Spacewatch               |
| 371754 - | 2007 FZ24                | 20 marzo 2007     | Spacewatch               |
| 371755 - | 2007 FL26                | 20 marzo 2007     | Spacewatch               |
| 371756 - | 2007 FM34                | 25 marzo 2007     | Ries, W.                 |
| 371757 - | 2007 FK37                | 26 marzo 2007     | Mt. Lemmon Survey        |
| 371758 - | 2007 FQ40                | 20 marzo 2007     | Mt. Lemmon Survey        |
| 371759 - | 2007 FH47                | 26 marzo 2007     | Mt. Lemmon Survey        |
| 371760 - | 2007 GB14                | 11 aprile 2007    | Spacewatch               |
| 371761 - | 2007 GU25                | 14 aprile 2007    | Spacewatch               |
| 371762 - | 2007 GU26                | 14 aprile 2007    | Spacewatch               |
| 371763 - | 2007 GM33                | 11 aprile 2007    | Mt. Lemmon Survey        |
| 371764 - | 2007 GC49                | 14 aprile 2007    | Spacewatch               |
| 371765 - | 2007 GH51                | 7 aprile 2007     | CSS                      |
| 371766 - | 2007 GQ53                | 22 settembre 2004 | Spacewatch               |
| 371767 - | 2007 GE61                | 15 aprile 2007    | Spacewatch               |
| 371768 - | 2007 GH62                | 15 aprile 2007    | Spacewatch               |
| 371769 - | 2007 HD3                 | 16 aprile 2007    | Mt. Lemmon Survey        |
| 371770 - | 2007 HA10                | 18 aprile 2007    | Mt. Lemmon Survey        |
| 371771 - | 2007 HF18                | 18 marzo 2007     | Spacewatch               |
| 371772 - | 2007 HE20                | 14 aprile 2007    | Spacewatch               |
| 371773 - | 2007 HA24                | 18 aprile 2007    | Spacewatch               |
| 371774 - | 2007 HH34                | 15 aprile 2007    | Spacewatch               |
| 371775 - | 2007 HN36                | 19 aprile 2007    | Spacewatch               |
| 371776 - | 2007 HM38                | 20 aprile 2007    | Mt. Lemmon Survey        |
| 371777 - | 2007 HL44                | 24 aprile 2007    | Hoenig, S. F., Teamo, N. |
| 371778 - | 2007 HU70                | 19 aprile 2007    | Spacewatch               |
| 371779 - | 2007 HH76                | 22 aprile 2007    | Spacewatch               |
| 371780 - | 2007 JV6                 | 19 aprile 2007    | Spacewatch               |
| 371781 - | 2007 JB15                | 10 maggio 2007    | Mt. Lemmon Survey        |
| 371782 - | 2007 KN5                 | 24 maggio 2007    | Mt. Lemmon Survey        |
| 371783 - | 2007 LK5                 | 9 giugno 2007     | Spacewatch               |
| 371784 - | 2007 LZ28                | 15 giugno 2007    | Spacewatch               |
| 371785 - | 2007 LQ35                | 25 aprile 2007    | Mt. Lemmon Survey        |
| 371786 - | 2007 MO4                 | 17 giugno 2007    | Spacewatch               |
| 371787 - | 2007 MM16                | 22 giugno 2007    | Spacewatch               |
| 371788 - | 2007 NS                  | 9 luglio 2007     | Hug, G.                  |
| 371789 - | 2007 OE3                 | 21 luglio 2007    | Young, J. W.             |
| 371790 - | 2007 ON3                 | 21 luglio 2007    | Hoenig, S. F., Teamo, N. |
| 371791 - | 2007 OC6                 | 22 luglio 2007    | LUSS                     |
| 371792 - | 2007 PP1                 | 5 agosto 2007     | Crni Vrh                 |
| 371793 - | 2007 PG12                | 10 agosto 2007    | Hoenig, S. F., Teamo, N. |
| 371794 - | 2007 PY13                | 8 agosto 2007     | LINEAR                   |
| 371795 - | 2007 PS35                | 11 agosto 2007    | LINEAR                   |
| 371796 - | 2007 QE12                | 16 agosto 2007    | LINEAR                   |
| 371797 - | 2007 QQ12                | 21 agosto 2007    | Siding Spring Survey     |
| 371798 - | 2007 RD4                 | 3 settembre 2007  | CSS                      |
| 371799 - | 2007 RB16                | 12 settembre 2007 | Gierlinger, R.           |
| 371800 - | 2007 RN22                | 3 settembre 2007  | CSS                      |

## 371801-371900
| Nome     | Designazione provvisoria | Data di scoperta  | Scopritore               |
| -------- | ------------------------ | ----------------- | ------------------------ |
| 371801 - | 2007 RE36                | 8 settembre 2007  | LONEOS                   |
| 371802 - | 2007 RJ51                | 9 settembre 2007  | Spacewatch               |
| 371803 - | 2007 RR57                | 9 settembre 2007  | Spacewatch               |
| 371804 - | 2007 RS68                | 10 settembre 2007 | Spacewatch               |
| 371805 - | 2007 RW149               | 12 settembre 2007 | Siding Spring Survey     |
| 371806 - | 2007 RQ162               | 10 settembre 2007 | Spacewatch               |
| 371807 - | 2007 RE190               | 11 settembre 2007 | CSS                      |
| 371808 - | 2007 RD289               | 10 settembre 2007 | Mt. Lemmon Survey        |
| 371809 - | 2007 RG308               | 11 settembre 2007 | Spacewatch               |
| 371810 - | 2007 RR308               | 24 agosto 2007    | Spacewatch               |
| 371811 - | 2007 TZ36                | 4 ottobre 2007    | Mt. Lemmon Survey        |
| 371812 - | 2007 TA60                | 5 ottobre 2007    | Spacewatch               |
| 371813 - | 2007 TQ62                | 7 ottobre 2007    | Mt. Lemmon Survey        |
| 371814 - | 2007 TD65                | 7 ottobre 2007    | Mt. Lemmon Survey        |
| 371815 - | 2007 TQ144               | 6 ottobre 2007    | LINEAR                   |
| 371816 - | 2007 TD232               | 8 ottobre 2007    | Spacewatch               |
| 371817 - | 2007 TV337               | 13 ottobre 2007   | CSS                      |
| 371818 - | 2007 TY349               | 16 agosto 2007    | PMO NEO Survey Program   |
| 371819 - | 2007 TN356               | 9 settembre 2007  | Spacewatch               |
| 371820 - | 2007 UW                  | 16 ottobre 2007   | Mt. Lemmon Survey        |
| 371821 - | 2007 UJ12                | 19 ottobre 2007   | Mt. Lemmon Survey        |
| 371822 - | 2007 UD43                | 6 maggio 2006     | Mt. Lemmon Survey        |
| 371823 - | 2007 UY49                | 24 ottobre 2007   | Mt. Lemmon Survey        |
| 371824 - | 2007 UJ108               | 11 ottobre 2007   | Spacewatch               |
| 371825 - | 2007 UO132               | 20 ottobre 2007   | Mt. Lemmon Survey        |
| 371826 - | 2007 US132               | 20 ottobre 2007   | Mt. Lemmon Survey        |
| 371827 - | 2007 UZ132               | 20 ottobre 2007   | Mt. Lemmon Survey        |
| 371828 - | 2007 VC5                 | 3 novembre 2007   | Chante-Perdrix           |
| 371829 - | 2007 VF6                 | 3 novembre 2007   | Mt. Lemmon Survey        |
| 371830 - | 2007 VS62                | 1º novembre 2007  | Spacewatch               |
| 371831 - | 2007 VD98                | 1º novembre 2007  | Spacewatch               |
| 371832 - | 2007 VJ230               | 7 novembre 2007   | Spacewatch               |
| 371833 - | 2007 VU235               | 11 novembre 2007  | Mt. Lemmon Survey        |
| 371834 - | 2007 VR245               | 8 novembre 2007   | CSS                      |
| 371835 - | 2007 VW314               | 2 novembre 2007   | Spacewatch               |
| 371836 - | 2007 VE317               | 11 novembre 2007  | Mt. Lemmon Survey        |
| 371837 - | 2007 VM318               | 7 novembre 2007   | Spacewatch               |
| 371838 - | 2007 VW324               | 8 novembre 2007   | Spacewatch               |
| 371839 - | 2007 VU334               | 14 novembre 2007  | Spacewatch               |
| 371840 - | 2007 VE335               | 14 novembre 2007  | Spacewatch               |
| 371841 - | 2007 WK27                | 3 novembre 2007   | Spacewatch               |
| 371842 - | 2007 WH58                | 18 novembre 2007  | Mt. Lemmon Survey        |
| 371843 - | 2007 XX25                | 15 dicembre 2007  | Chante-Perdrix           |
| 371844 - | 2007 XA30                | 15 dicembre 2007  | CSS                      |
| 371845 - | 2007 XC50                | 15 dicembre 2007  | Spacewatch               |
| 371846 - | 2007 YT11                | 17 dicembre 2007  | Mt. Lemmon Survey        |
| 371847 - | 2007 YQ14                | 17 dicembre 2007  | Mt. Lemmon Survey        |
| 371848 - | 2007 YU34                | 28 dicembre 2007  | Spacewatch               |
| 371849 - | 2007 YE38                | 30 dicembre 2007  | Mt. Lemmon Survey        |
| 371850 - | 2007 YV48                | 28 dicembre 2007  | Spacewatch               |
| 371851 - | 2007 YK63                | 31 dicembre 2007  | Spacewatch               |
| 371852 - | 2007 YP74                | 17 dicembre 2007  | Mt. Lemmon Survey        |
| 371853 - | 2008 AD20                | 10 gennaio 2008   | CSS                      |
| 371854 - | 2008 AE20                | 10 gennaio 2008   | CSS                      |
| 371855 - | 2008 AA29                | 5 gennaio 2008    | Dillon, W. G., Wells, D. |
| 371856 - | 2008 AP64                | 10 gennaio 2008   | CSS                      |
| 371857 - | 2008 AE75                | 11 gennaio 2008   | Spacewatch               |
| 371858 - | 2008 AQ98                | 1º gennaio 2008   | Spacewatch               |
| 371859 - | 2008 AJ111               | 15 dicembre 2007  | Mt. Lemmon Survey        |
| 371860 - | 2008 BX7                 | 19 dicembre 2007  | Mt. Lemmon Survey        |
| 371861 - | 2008 BN19                | 31 dicembre 2007  | Spacewatch               |
| 371862 - | 2008 BX24                | 30 gennaio 2008   | Spacewatch               |
| 371863 - | 2008 BN26                | 31 dicembre 2007  | Mt. Lemmon Survey        |
| 371864 - | 2008 BZ37                | 31 gennaio 2008   | Mt. Lemmon Survey        |
| 371865 - | 2008 BN47                | 30 gennaio 2008   | Mt. Lemmon Survey        |
| 371866 - | 2008 CQ4                 | 2 febbraio 2008   | Mt. Lemmon Survey        |
| 371867 - | 2008 CO21                | 31 dicembre 2007  | Spacewatch               |
| 371868 - | 2008 CQ21                | 7 febbraio 2008   | Schwab, E., Zimmer, U.   |
| 371869 - | 2008 CJ24                | 14 dicembre 2007  | Mt. Lemmon Survey        |
| 371870 - | 2008 CP24                | 1º febbraio 2008  | Spacewatch               |
| 371871 - | 2008 CQ24                | 1º febbraio 2008  | Spacewatch               |
| 371872 - | 2008 CW24                | 1º febbraio 2008  | Spacewatch               |
| 371873 - | 2008 CZ29                | 19 gennaio 2008   | Spacewatch               |
| 371874 - | 2008 CN30                | 2 febbraio 2008   | Spacewatch               |
| 371875 - | 2008 CX33                | 2 febbraio 2008   | Spacewatch               |
| 371876 - | 2008 CU34                | 2 febbraio 2008   | Spacewatch               |
| 371877 - | 2008 CJ35                | 2 febbraio 2008   | Spacewatch               |
| 371878 - | 2008 CF36                | 2 febbraio 2008   | Spacewatch               |
| 371879 - | 2008 CR40                | 2 febbraio 2008   | Spacewatch               |
| 371880 - | 2008 CQ47                | 3 febbraio 2008   | Spacewatch               |
| 371881 - | 2008 CW49                | 6 febbraio 2008   | CSS                      |
| 371882 - | 2008 CR53                | 7 febbraio 2008   | Mt. Lemmon Survey        |
| 371883 - | 2008 CC54                | 7 febbraio 2008   | CSS                      |
| 371884 - | 2008 CE56                | 12 gennaio 2008   | Spacewatch               |
| 371885 - | 2008 CG68                | 2 febbraio 2008   | LINEAR                   |
| 371886 - | 2008 CM68                | 18 novembre 2007  | Mt. Lemmon Survey        |
| 371887 - | 2008 CE74                | 31 dicembre 2007  | Mt. Lemmon Survey        |
| 371888 - | 2008 CY75                | 3 febbraio 2008   | Spacewatch               |
| 371889 - | 2008 CH82                | 7 febbraio 2008   | Spacewatch               |
| 371890 - | 2008 CH87                | 7 febbraio 2008   | Mt. Lemmon Survey        |
| 371891 - | 2008 CQ87                | 12 aprile 1994    | Spacewatch               |
| 371892 - | 2008 CL91                | 8 febbraio 2008   | Spacewatch               |
| 371893 - | 2008 CD110               | 9 febbraio 2008   | Spacewatch               |
| 371894 - | 2008 CT122               | 7 febbraio 2008   | Mt. Lemmon Survey        |
| 371895 - | 2008 CB123               | 7 febbraio 2008   | Mt. Lemmon Survey        |
| 371896 - | 2008 CF130               | 31 dicembre 2007  | Mt. Lemmon Survey        |
| 371897 - | 2008 CF133               | 8 febbraio 2008   | Spacewatch               |
| 371898 - | 2008 CR133               | 8 febbraio 2008   | Spacewatch               |
| 371899 - | 2008 CL142               | 10 gennaio 2008   | Mt. Lemmon Survey        |
| 371900 - | 2008 CP142               | 8 febbraio 2008   | Spacewatch               |

## 371901-372000
| Nome     | Designazione provvisoria | Data di scoperta | Scopritore        |
| -------- | ------------------------ | ---------------- | ----------------- |
| 371901 - | 2008 CY147               | 9 febbraio 2008  | Spacewatch        |
| 371902 - | 2008 CF150               | 9 febbraio 2008  | Spacewatch        |
| 371903 - | 2008 CM175               | 6 febbraio 2008  | LINEAR            |
| 371904 - | 2008 CG183               | 11 febbraio 2008 | Mt. Lemmon Survey |
| 371905 - | 2008 CK198               | 12 febbraio 2008 | Spacewatch        |
| 371906 - | 2008 CT201               | 8 febbraio 2008  | Spacewatch        |
| 371907 - | 2008 CC213               | 9 febbraio 2008  | Mt. Lemmon Survey |
| 371908 - | 2008 DD16                | 27 febbraio 2008 | CSS               |
| 371909 - | 2008 DK22                | 28 febbraio 2008 | CSS               |
| 371910 - | 2008 DO32                | 11 gennaio 2008  | Mt. Lemmon Survey |
| 371911 - | 2008 DB47                | 28 febbraio 2008 | Spacewatch        |
| 371912 - | 2008 DG55                | 26 febbraio 2008 | Spacewatch        |
| 371913 - | 2008 DQ58                | 26 febbraio 2008 | Spacewatch        |
| 371914 - | 2008 DS58                | 26 febbraio 2008 | Spacewatch        |
| 371915 - | 2008 DZ71                | 26 febbraio 2008 | Spacewatch        |
| 371916 - | 2008 DQ72                | 8 febbraio 2008  | Spacewatch        |
| 371917 - | 2008 DW81                | 28 febbraio 2008 | Spacewatch        |
| 371918 - | 2008 DX81                | 28 febbraio 2008 | Spacewatch        |
| 371919 - | 2008 DK83                | 29 febbraio 2008 | Spacewatch        |
| 371920 - | 2008 DN88                | 18 febbraio 2008 | Mt. Lemmon Survey |
| 371921 - | 2008 EZ                  | 1º marzo 2008    | Spacewatch        |
| 371922 - | 2008 EE7                 | 5 marzo 2008     | Ries, W.          |
| 371923 - | 2008 EY10                | 1º marzo 2008    | Spacewatch        |
| 371924 - | 2008 EE13                | 10 febbraio 2008 | Spacewatch        |
| 371925 - | 2008 ET13                | 1º marzo 2008    | Spacewatch        |
| 371926 - | 2008 EL17                | 1º marzo 2008    | Spacewatch        |
| 371927 - | 2008 EE19                | 1º gennaio 2008  | Spacewatch        |
| 371928 - | 2008 EX25                | 8 febbraio 2008  | Mt. Lemmon Survey |
| 371929 - | 2008 EV59                | 8 marzo 2008     | CSS               |
| 371930 - | 2008 EN64                | 1º marzo 2008    | Spacewatch        |
| 371931 - | 2008 EH70                | 11 febbraio 2008 | Mt. Lemmon Survey |
| 371932 - | 2008 ES70                | 5 marzo 2008     | Mt. Lemmon Survey |
| 371933 - | 2008 EQ75                | 7 marzo 2008     | Spacewatch        |
| 371934 - | 2008 ET75                | 28 febbraio 2008 | Spacewatch        |
| 371935 - | 2008 EV78                | 8 marzo 2008     | Mt. Lemmon Survey |
| 371936 - | 2008 ED79                | 8 marzo 2008     | CSS               |
| 371937 - | 2008 EH104               | 6 marzo 2008     | Mt. Lemmon Survey |
| 371938 - | 2008 EX108               | 7 marzo 2008     | Mt. Lemmon Survey |
| 371939 - | 2008 EL121               | 9 marzo 2008     | Spacewatch        |
| 371940 - | 2008 ET127               | 11 marzo 2008    | Spacewatch        |
| 371941 - | 2008 ET129               | 8 febbraio 2008  | Mt. Lemmon Survey |
| 371942 - | 2008 EO138               | 11 marzo 2008    | Mt. Lemmon Survey |
| 371943 - | 2008 EZ138               | 11 marzo 2008    | Spacewatch        |
| 371944 - | 2008 EW140               | 27 febbraio 2008 | Spacewatch        |
| 371945 - | 2008 EV142               | 28 febbraio 2008 | Spacewatch        |
| 371946 - | 2008 EU148               | 2 marzo 2008     | Spacewatch        |
| 371947 - | 2008 ET149               | 5 marzo 2008     | Spacewatch        |
| 371948 - | 2008 EW166               | 6 marzo 2008     | Mt. Lemmon Survey |
| 371949 - | 2008 FB3                 | 25 marzo 2008    | Spacewatch        |
| 371950 - | 2008 FB7                 | 30 marzo 2008    | Tozzi, F.         |
| 371951 - | 2008 FX19                | 27 febbraio 2008 | Mt. Lemmon Survey |
| 371952 - | 2008 FK26                | 27 marzo 2008    | Spacewatch        |
| 371953 - | 2008 FG34                | 28 marzo 2008    | Mt. Lemmon Survey |
| 371954 - | 2008 FY37                | 28 marzo 2008    | Spacewatch        |
| 371955 - | 2008 FY38                | 28 marzo 2008    | Spacewatch        |
| 371956 - | 2008 FA39                | 28 marzo 2008    | Spacewatch        |
| 371957 - | 2008 FQ43                | 28 marzo 2008    | Mt. Lemmon Survey |
| 371958 - | 2008 FX49                | 28 marzo 2008    | Mt. Lemmon Survey |
| 371959 - | 2008 FT50                | 28 marzo 2008    | Spacewatch        |
| 371960 - | 2008 FM51                | 1º ottobre 2005  | Spacewatch        |
| 371961 - | 2008 FQ58                | 28 marzo 2008    | Mt. Lemmon Survey |
| 371962 - | 2008 FQ83                | 28 marzo 2008    | Spacewatch        |
| 371963 - | 2008 FX97                | 30 marzo 2008    | Spacewatch        |
| 371964 - | 2008 FE101               | 30 marzo 2008    | Spacewatch        |
| 371965 - | 2008 FV102               | 30 marzo 2008    | Spacewatch        |
| 371966 - | 2008 FV116               | 31 marzo 2008    | Spacewatch        |
| 371967 - | 2008 FV125               | 31 marzo 2008    | Mt. Lemmon Survey |
| 371968 - | 2008 FM126               | 29 marzo 2008    | Spacewatch        |
| 371969 - | 2008 FV128               | 29 marzo 2008    | Spacewatch        |
| 371970 - | 2008 FV132               | 29 marzo 2008    | Spacewatch        |
| 371971 - | 2008 FQ134               | 30 marzo 2008    | Spacewatch        |
| 371972 - | 2008 FQ135               | 31 marzo 2008    | Mt. Lemmon Survey |
| 371973 - | 2008 GE1                 | 4 aprile 2008    | Mt. Lemmon Survey |
| 371974 - | 2008 GO12                | 11 gennaio 2008  | Mt. Lemmon Survey |
| 371975 - | 2008 GK14                | 11 marzo 2008    | Spacewatch        |
| 371976 - | 2008 GW38                | 3 aprile 2008    | Mt. Lemmon Survey |
| 371977 - | 2008 GN40                | 4 aprile 2008    | Spacewatch        |
| 371978 - | 2008 GC52                | 5 aprile 2008    | Mt. Lemmon Survey |
| 371979 - | 2008 GR66                | 6 aprile 2008    | Spacewatch        |
| 371980 - | 2008 GO68                | 10 febbraio 2008 | Mt. Lemmon Survey |
| 371981 - | 2008 GY76                | 10 febbraio 2007 | Mt. Lemmon Survey |
| 371982 - | 2008 GK93                | 6 aprile 2008    | CSS               |
| 371983 - | 2008 GH95                | 8 aprile 2008    | Spacewatch        |
| 371984 - | 2008 GY95                | 8 aprile 2008    | Spacewatch        |
| 371985 - | 2008 GL100               | 9 aprile 2008    | Spacewatch        |
| 371986 - | 2008 GZ103               | 11 aprile 2008   | Spacewatch        |
| 371987 - | 2008 GM104               | 4 marzo 2008     | Mt. Lemmon Survey |
| 371988 - | 2008 GO110               | 20 dicembre 2007 | Mt. Lemmon Survey |
| 371989 - | 2008 GW111               | 11 aprile 2008   | LINEAR            |
| 371990 - | 2008 GF129               | 14 aprile 2004   | Spacewatch        |
| 371991 - | 2008 GU129               | 4 aprile 2008    | Tucker, R. A.     |
| 371992 - | 2008 GD137               | 3 aprile 2008    | Spacewatch        |
| 371993 - | 2008 GD144               | 3 aprile 2008    | LINEAR            |
| 371994 - | 2008 HX4                 | 13 marzo 2008    | Spacewatch        |
| 371995 - | 2008 HJ9                 | 27 febbraio 2008 | Spacewatch        |
| 371996 - | 2008 HH12                | 4 aprile 2008    | Mt. Lemmon Survey |
| 371997 - | 2008 HO14                | 11 aprile 2008   | Mt. Lemmon Survey |
| 371998 - | 2008 HC16                | 25 aprile 2008   | Spacewatch        |
| 371999 - | 2008 HU19                | 26 aprile 2008   | Spacewatch        |
| 372000 - | 2008 HS22                | 9 aprile 2008    | Spacewatch        |